# Fatos Kongoli

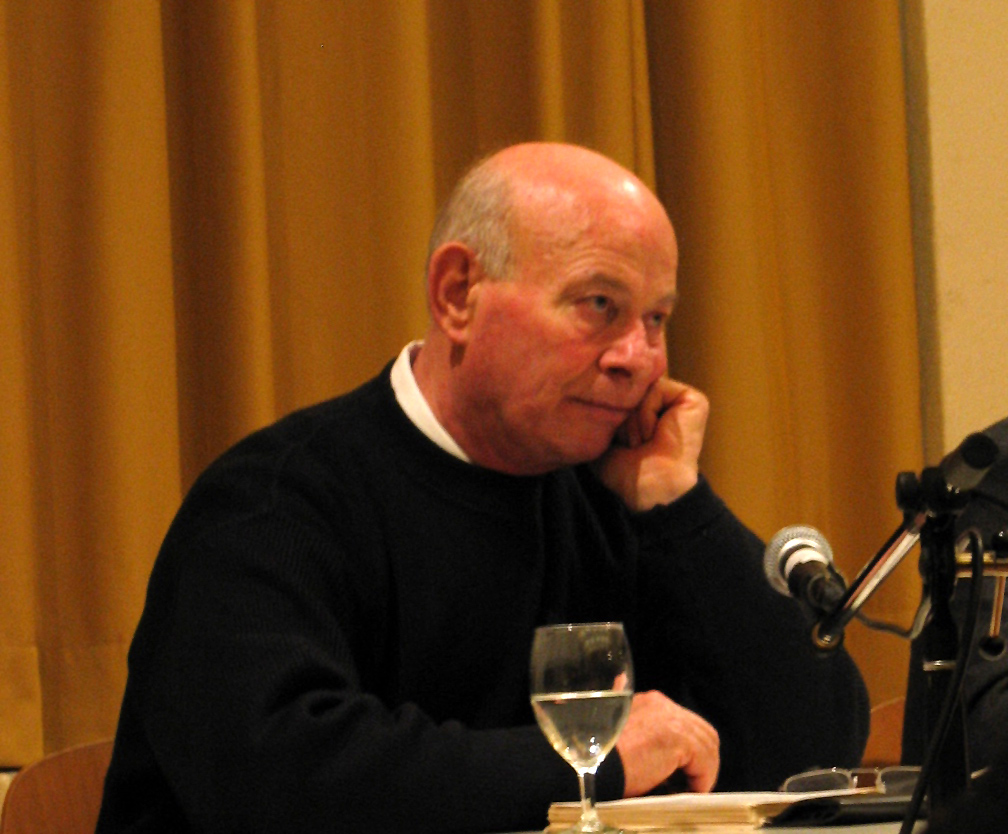
Fatos Kongoli während einer Lesung in Zürich

Fatos Kongoli (* 12. Januar 1944 in Elbasan) ist ein albanischer Schriftsteller.
Kongoli erzählt, dass er schon im Dezember 1943 geboren sei, seine Eltern ihn aber aufgrund der Kriegswirren erst im Januar behördlich registrieren lassen konnten. Noch als Kind zog Kongoli mit seiner Familie nach Tirana um. Er studierte Mathematik in Tirana und der Volksrepublik China. 1967 schloss er sein Studium ab und war dann zwei Jahre als Mathematiklehrer tätig. Seit 1970 arbeitete er als Kultur-Redaktor bei Verlagen, Zeitschriften und Zeitungen. Fatos Kongoli, Vater zweier erwachsener, nach Amerika emigrierter Kinder, lebt mit seiner Frau Lili in Tirana.

## Werke
Die fünf zwischen 1992 und 2004 entstandenen Romane fasst Kongoli zum Zyklus „Die Kerker der Erinnerung“ zusammen. Insbesondere in diesen Werken, aber auch allgemein in seiner Arbeit gehe es um das Verhältnis des Individuums zur Staatsmacht. Er thematisiert in seinen Werken auch das Ende des Kommunismus und die Massenauswanderung der Albaner danach.
- Shqetësime të ngjashme (dt.: Ähnliche Beunruhigungen), 1972
- Tregime (dt.: Erzählungen), 1978
- Të fejuarit (dt.: Verlobte), 1982
- Ne të tre (dt.: Wir Drei), 1985
- Karuseli (dt.: das Karussell), 1990
- Die albanische Braut. Aus dem Albanischen von Joachim Röhm, Ammann, Zürich 1999, ISBN 3-250-60019-9, zuletzt als Fischer-Taschenbuch, Frankfurt 2003, ISBN 3-596-14955-X (Originaltitel: I humburi; dt.: Der Verlorene), 1992.
- Kufoma (dt.: Die Leiche), 1994
- Dragoi i Fildishtë (dt.: Der Elfenbeindrache), 1999
- Ëndrra e Damokleut (dt.: Damokles' Traum), 2001
- Hundehaut. Aus dem Albanischen von Joachim Röhm, Ammann, Zürich 2006, ISBN 3-250-60088-1 (Originaltitel: Lëkura e qenit. 2004)
- Te porta e Shën Pjetrit (dt.: An der Pforte des Heiligen Petrus), 2005
- Jetë në një kuti shkrepësesh (dt.: Leben in einer Streichholzschachtel), 2007, ISBN 978-99943-1-235-1
- Bolero në vilën e pleqve (dt.: Bolero im Altersheim) 2009, ISBN 978-99943-1-461-4
- Si-do-re-la, 2011, ISBN 978-99943-1-768-4
- Njeriu me fat (dt.: Der Glückspilz), 2013, ISBN 978-99943-1-920-6
- Gënjeshtarë të vegjël (dt.: Kleine Lügner), 2019, ISBN 978-9928-277-35-0
- In Zeiten der Pandemie. Aus dem Albanischen von Basil Schader, Zocher&Peter, Zürich 2022, ISBN 978-3-907159-37-8 (Originaltitel: Stinë pandemie. 2020)